# 约翰·克里斯马斯·贝克威思
约翰·克里斯马斯·贝克威思（John Christmas Beckwith，1759年12月25日—1809年6月3日），英国风琴家、作曲家。 

## 生平
1759年12月25日，贝克威思生于诺里奇，爱德华·贝克威思（1734年-1793年）之子。他的父亲与舅舅均为受雇于诺里奇座堂的歌者。贝克威思曾一直是牛津大学的演奏家、作曲家威廉·海斯及其儿子菲利普·海斯的学生和助手。
作为一位风琴家，他在世时拥有极高的地位。诸如管风琴演奏家泽卡里亚·巴克 ，作曲家斯蒂芬·科德曼,，歌唱家托马斯·沃恩和音乐作家爱德华·泰勒均为他的学生。其中爱德华·泰勒曾评论他的老师：“我从没听过哪个人演奏风琴的水准能与他（指贝克威思）平齐，在他的郡里还是在德国都是如此……这不仅是我的观点，还是许多合格评论家们的观点。” 

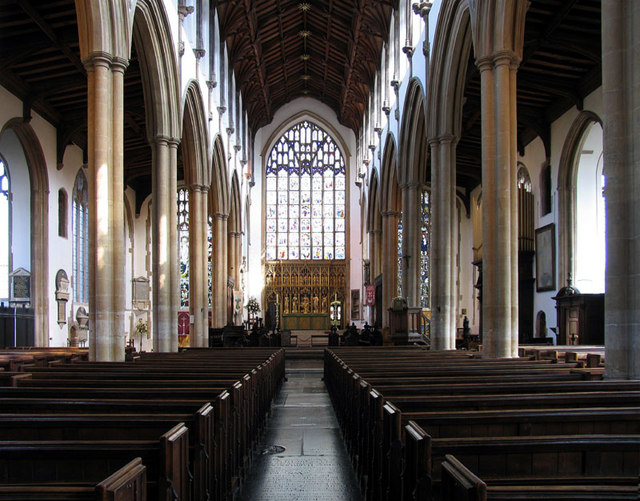
诺里奇圣彼得曼克洛夫特教堂的内部

在诺维奇，贝克威思经常参加在圣彼得曼克洛夫特教堂举行的“音乐会议”，与会者支持慈善事业。有些项目是由贝克威斯发起的。 
1794年，他被任命为圣彼得曼克洛夫特教堂的风琴家。他于1803年在牛津大学获得了音乐学士及音乐学博士的学位，并于1808年接任托马斯·加兰（Thomas Garland）成为诺里奇座堂的风琴家。 
贝克威思于1809年6月3日因中风去世，葬在圣彼得曼克洛夫特教堂。  

## 家庭
贝克威思妻子为玛丽·伊丽莎白（Mary Elizabeth）。他们育有三个女儿及三个儿子，长子约翰·查尔斯·贝克威思John Charles Beckwith继任诺里奇座堂的风琴家。 
对于贝克威思是否在受洗时就被名为“约翰·克里斯马斯”，或者中间名“克里斯马斯”仅为昵称存在疑问。他一生中的作品署名均为“约翰·贝克威思”，但在他葬礼的记录上描述为“约翰·克里斯马斯·贝克威思，已婚男士，本教区的风琴家”。后者记录中的名字更广为人知。 

## 作品
贝克威斯的作品不多，包括： 
- 六首风琴或大键琴独奏（1780年）
- 六首圣歌
- 为诗篇中大卫的每首诗第一节所作的古代或现代圣咏（The First Verse of every Psalm of David with an Ancient or Modern Chant ，1808年）。这被认为是他最重要的作品。从都铎时期到他所在的年代，圣咏都是由作曲家所作。